# Ermenegildo
Ermenegildo  è un nome proprio di persona italiano maschile.

## Varianti
- Maschili
  - Ipocoristici: Egildo[4], Gildo[1][4][5]
- Femminili: Ermenegilda[4][6], Ermengilda[4]
  - Ipocoristici: Egilda[4], Egilde[4], Gilda[1][4][6]

### Varianti in altre lingue
- Basco: Meregildo[7]
- Catalano: Hermenegild[8], Ermenegild[7]
- Francese: Ermenegilde
- Galiziano: Hermenexildo[8], Hermexildo[8]
- Germanico: Herminigild[9], Erminigild[1][2][9], Hermingild[1]
- Portoghese: Hermenegildo[2]
- Spagnolo: Hermenegildo[2][8], Ermenegildo[7]
- Tedesco: Hermenegild[2]

## Origine e diffusione
Continua l'antico nome germanico Erminigild o Hermingild di tradizione visigotica, composto da due elementi: il primo è ermen, un epiteto del dio del cielo germanico Tiwaz, che significa "grande", "potente", "completo", "universale" (presente anche nei nomi Arminio, Ermengarda, Ermentrude ed Ermelinda); il secondo è gild, che vuol dire "che vale", "che ha consistenza" o "restituire", ma anche "valoroso", "valente". Alcune fonti propongono, come senso complessivo del nome, "completo sacrificio" o "sacrificio divino", tuttavia questa interpretazione presente diverse difficoltà, ed è invece più probabile che sia "valoroso e potente".
Il nome venne portato da Ermenegildo, principe dei Visigoti, fatto uccidere dal suo stesso padre Leovigildo per aver rifiutato l'arianesimo, e venerato quindi come santo e martire dalle Chiese cristiane. Il suo culto, seppure scarso, può aver contribuito alla diffusione del nome in Italia, dove è attestato con maggior frequenza al Nord e minore al Sud (nonché spesso abbreviato in "Gildo" per via del suono pesante e austero).

## Onomastico

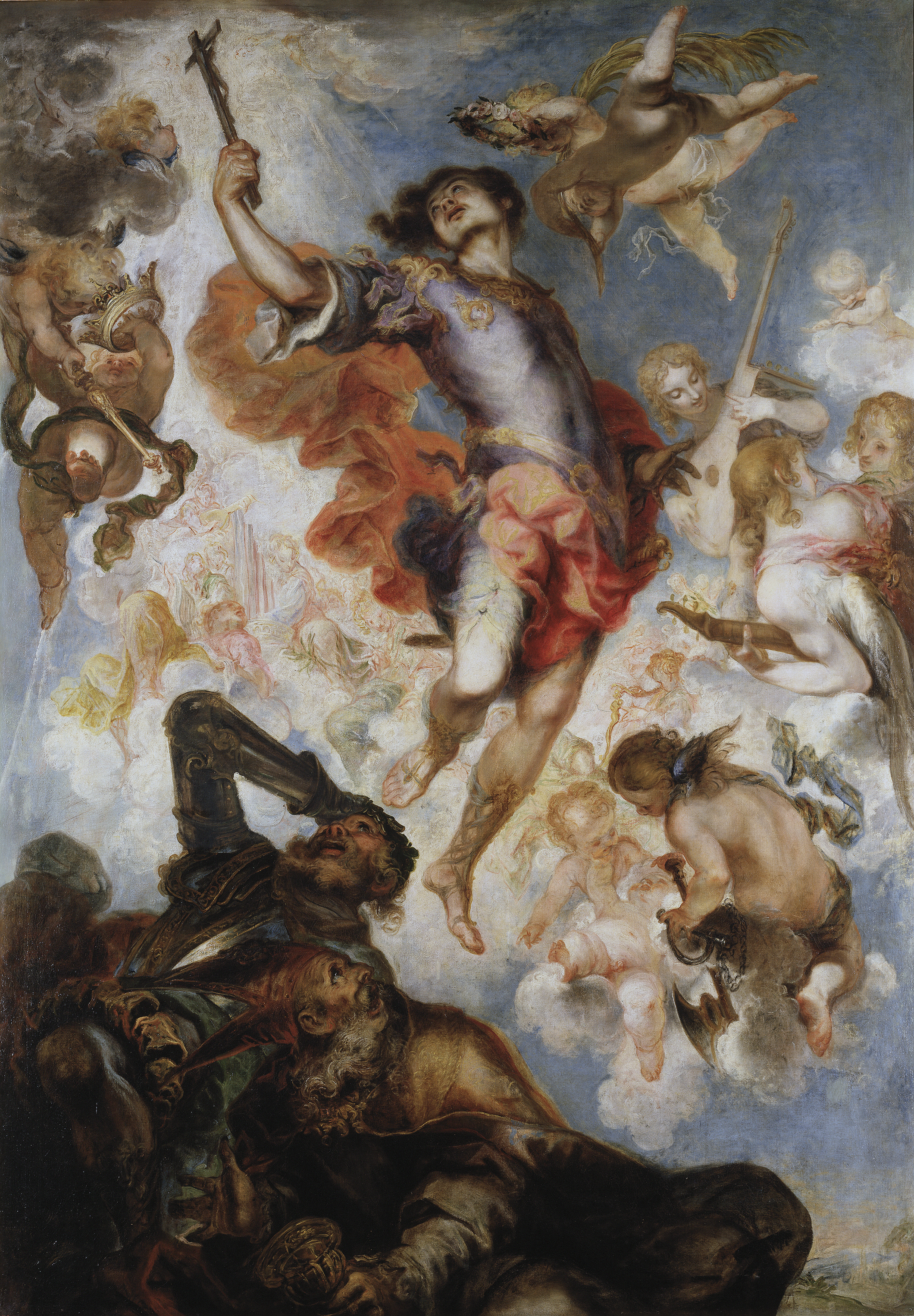
Trionfo di sant'Ermenegildo, di Francisco Herrera il Giovane

L'onomastico si festeggia il 13 aprile in onore di sant'Ermenegildo, erede al trono dei Visigoti. Con questo nome si ricordano anche, alle date seguenti:
- 27 agosto, beato Ermenegildo dell'Assunzione, martire con altri compagni a Ciudad Real[10]
- 1º novembre, sant'Ermenegildo, martire[1]
- 5 novembre, beato Ermenegildo, monaco benedettino a Salcedo, nella diocesi di Tui[1][11]
- 18 novembre, beato Hermenegildo Lorenzo, religioso martire a Lorca[10]
- 13 febbraio, santa Ermenegilda di Ely (o Ermenilda), figlia di Eorcenberht del Kent e di santa Sexburga[12]

## Persone

Ermenegildo Zegna

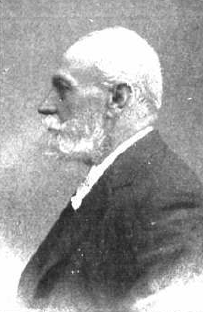
Hermenegildo Giner de los Ríos

- Ermenegildo, erede al trono dei Visigoti e santo
- Ermenegildo Agazzi, pittore italiano
- Ermenegildo Andrian, allenatore di calcio e calciatore italiano
- Ermenegildo Bertola, insegnante e politico italiano
- Ermenegildo Florit, cardinale e arcivescovo cattolico italiano
- Ermenegildo Manicardi, accademico, sacerdote e rettore italiano
- Ermenegildo Pellegrinetti, cardinale italiano
- Ermenegildo Pistelli, presbitero, filologo, glottologo e papirologo italiano
- Ermenegildo Preti, progettista italiano
- Ermenegildo Valle, calciatore italiano
- Ermenegildo Zegna (1892), imprenditore italiano
- Ermenegildo Zegna (1955), imprenditore italiano

### Variante Hermenegildo
- Hermenegildo Anglada Camarasa, pittore spagnolo
- Hermenegildo Elices, calciatore spagnolo
- Hermenegildo Giner de los Ríos, pedagogo, scrittore e politico spagnolo

### Variante femminile Ermenegilda
- Ermenegilda di Ely, nobile e religiosa britannica